# Carbè
Un carbè és una molècula neutra molt inestable que conté un carboni divalent amb sis electrons en la seva capa de valència
 per tant, és altament reactiu i és generat únicament com a intermedi d'una reacció. Els carbens són deficients en electrons i es comporten com a electròfils i reaccionen fàcilment amb nucleòfils, per exemple enllaços C=C. Els carbens més coneguts són el Metilè :CH₂ i el diclorcarbè :CCl₂.

## Propietats
Els carbens són compostos inestables i molt reactius, no poden ser aïllats ni emmagatzemats, precisament per això que no es va poder comprovar la seva existència fins al 1959 amb l'ajuda de l'espectroscòpia.

## Estructura i enllaç
Existeixen dos tipus de carbens: 
- Carbè singlet
- Carbè triplet

Carbè singlet i triplet

El carbè singlet té una hibridació sp² i és planar, ja que els dos electrons es troben aparellats sobre un mateix orbital p mentre que el carbè triplet és lineal amb hibridació sp amb els dos electrons desaparellats.

## Reactivitat
La reactivitat dels carbens depèn del tipus de carbè que estiguem parlant: singlet o triplet. En cas del carbè singlet la reacció és estereoespecífica en syn en l'addició d'un alquè. És a dir, un alquè en cis en reaccionar amb un carbè singlet obtenim un cis-cilcopropà mentre que si l'alquè es troba en trans el que obtenim és el trans-ciclopropà substituït.
En un carbè triplet la reacció no és estereospecífica. Es pot interpretar el carbè com un di-radical i que com a productes ens donarà una mescla dels dos isòmers cis i trans.

Addició d'un carbé (singlet o triplet) a un alqué

## Síntesi
Hi ha diferents mètodes de sintesi de carbens, un dels més senzills per generar un carbè substituït és a partir del cloroform (CHCl₃) amb una base forta (p.e.KOH). La pèrdua del protó del cloroform ens genera l'anió que ràpidament expulsa un ió Cl₂ per obtenir el carbè, en aquest cas el diclorcarbè.
Una altra forma d'obtenció de carbens rellevant és mitjançant la descomposició (amb presència de llum o temperatura) de diazoalcans com el CH₂N₂ obtenim com a productes el N₂ i el carbè :CH₂.
Altres mètodes de síntesi són la síntesi directa utilitzant litiats (p.e. BuLi) amb compostos tipus R₂CX₂ on X és un halur com el Cl, Br, o I.

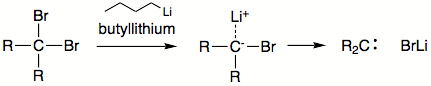
Sintensi d'un carbé per síntesi directa amb BuLi

Existeixen altres mètodes de síntesis de carbens emprant compostos de mercuri o rodi.

## Lligands carbens en compostos organometàl·lics

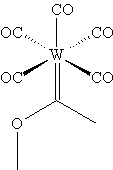
exemple d'un carbé de Fischer

En química organometàl·lica els complexos amb fórmula LnMCR₂ són anomenats carbens. Aquests es poden classificar en

### Carbens de Fischer
El carbè es troba enllaçat al metall enllaçat a grups electroatraients com el carbonil. Aquests carbens contenen un heteroàtom, el metall es troba en un estat d'oxidació baix i el Carboni del carbè esdevé un centre electròfil. Els grups R del carbè :CR₂ són grups π-donadors com el –OMe o -NMe₂ entre d'altres. El centre metàl·lic acostuma a ser molibdè (0), Fe (0) o com en l'exemple W.

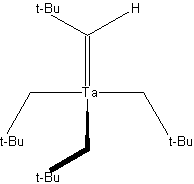
exemple d'un carbé de Schrock

### Carbens de Shrock
El carbè està enllaçat al metall envoltat de grups electrodonadors. Aquests carbens no contenen cap heteroàtom, el metall té un estat d'oxidació elevat i el carboni del carbè és nucleòfil.. Els grups R del carbè :CR₂ acostumen a ser del tipus H, alquils, etc. El centres metàl·lic més comuns són el Ta(V) o el W(VI)

## Aplicacions
La química dels carbens és utilitzada en la síntesi del tefló. El tefló és tetrafluoroetilé que s'obté a partir del difluorocarbè.
CHClF₂ → :CF₂ + HCl
2 :CF₂ → F₂C=CF₂